# Swingers
Swingers (bra: Swingers - Curtindo a Noite) é um filme de comédia dramática estadunidense de 1996 sobre a vida de atores solteiros e desempregados que vivem no lado leste de Hollywood, Califórnia, durante o swing revival dos anos 90. Escrito por Jon Favreau e dirigido por Doug Liman, o filme foi estrelado por Favreau e Vince Vaughn e contou com performances de Ron Livingston e Heather Graham.
Um sucesso crítico e comercial, o filme ajudou a levar Favreau, Vaughn, Graham e Livingston ao estrelato, além de lançar a carreira de diretor de Liman ao ganhar o prêmio de Melhor Novo Cineasta no MTV Movie Awards de 1997.
Este filme foi classificado em #58 nos "100 filmes mais engraçados" do canal Bravo. O filme foi homenageado no Spike TV Guys' Choice Awards de 2007.[carece de fontes?]

## Enredo
Mike Peters é um comediante que saiu de Nova York para ter sucesso em Los Angeles e ainda está chateado com a namorada de seis anos, Michelle, que terminou com ele seis meses antes. Para ajudar Mike com sua depressão, seu amigo mulherengo Trent e alguns outros aspirantes a ator tentam levá-lo de volta à cena social.
O filme começa com Mike dizendo a seu amigo Rob sobre como ele sente falta de Michelle e que ela não ligou para ele. Rob explica que "de alguma forma" garotas "sabem" não ligar para seus ex-namorados até que elas se afastem completamente deles.
Para ajudar Mike a se recuperar, Trent o leva a uma viagem inesperada a Las Vegas. Trent consegue pegar duas garçonetes, mas a obsessão de Mike por Michelle arruína os planos de Trent. De volta a Los Angeles, Mike, Rob e outros amigos pulam no bar, param em uma festa e, mais tarde, em um local fora do horário comercial, onde Trent demonstra sua capacidade de lidar com o sexo oposto. Inspirado por isso, Mike conhece uma garota chamada Nikki e recebe seu número de telefone. De volta ao seu apartamento, no entanto, ele deixa uma série de mensagens cada vez mais ansiosas e desesperadas em sua secretária eletrônica até que ela atende o telefone e com desgosto ordena que ele não ligue para ela novamente. Sentindo a falta de Michelle mais do que nunca, ele pensa em voltar para Nova York até Rob chegar e consolá-lo.
De novo para uma noite de balada em uma boate de Hollywood, Mike vê uma mulher chamada Lorraine. Ele convoca toda a sua coragem para se aproximar e se conectar com ela. Na manhã seguinte, Mike recebe uma ligação de Michelle e descobre que não sente mais sua falta. Quando Lorraine liga para ele, Mike termina sua ligação com Michelle para se conectar ainda mais com Lorraine.[carece de fontes?]

## Elenco
- Jon Favreau como como Mike Peters, um comediante em dificuldades de Nova York , recentemente se separou de sua namorada de longa data.
- Vince Vaughn como Trent Walker, um aspirante a ator, o melhor amigo de Mike e um swinger confiante.
- Ron Livingston como Rob, amigo de Mike de Nova York e uma chegada recente a Los Angeles.
- Patrick Van Horn como Sue, um swinger irritável que recebeu o nome da música de Johnny Cash " A Boy Named Sue ".
- Alex Désert Charles, um conhecido do grupo e outro ator em dificuldades.
- Heather Graham como Lorraine, uma mulher que Mike conhece em um bar
- Brooke Langton como Nikki

## Produção

### Desenvolvimento
Favreau escreveu o roteiro de Swingers em cerca de duas semanas. Seu pai havia lhe dado um programa de roteiro em um computador e ele queria ver se podia fazer um roteiro "apenas como um exercício". Ele se mudara de Chicago e também terminara com a namorada, mas as histórias e os eventos em que escreveu eram fictícios. Ele tinha personagens que ele vagamente baseava em amigos e usava colegas atores para as partes principais. Ele se tornara amigo de Vaughn do filme Rudy. Ele conhecia Livingston de Chicago e o trabalho deles na ImprovOlympic, e que eles se mudaram para Los Angeles na mesma época.
Durante o tempo em que Favreau estava tentando arrecadar dinheiro para a produção, alguns dos produtores queriam mudar o sexo de Trent para uma garota, não ir a Las Vegas e torná-lo mais sombrio e violento. Outros queriam escalar atores mais notáveis como Johnny Depp ou Chris O'Donnell, mas Favreau recusou essas ideias, apesar de tentar abraçá-las. Favreau e seus amigos fizeram apresentações teatrais para atrair interesse e capital para o filme. Nicole LaLoggia, que sabia de Favreau quando este lia o filme Getting In, concordou em trabalhar no filme. Seu colega de quarto, Doug Liman, garantiu o dinheiro da produção do sócio de seu pai, sob a condição de Liman dirigir o filme.
O título do filme foi parcialmente inspirado no Swingers Diner, em Beverly Boulevard, uma cafeteria que Liman e Favreau frequentavam. O slogan "você é tão dinheiro" que o filme popularizou se originou de um comercial de televisão com Spike Lee e Michael Jordan, no qual Lee chamou Jordan de "dinheiro". A cena da secretária eletrônica era originada de uma parte da comédia de Jeff Garlin.

### Filmagem
Com o pequeno orçamento, Favreau concordou em se lançar no filme. Liman planejava filmar cerca de 18 dias com cerca de 12 páginas por dia. Eles fizeram o teste e escalaram Vaughn depois de considerar outros nomes maiores. Muitos dos papéis secundários e de apoio foram preenchidos por audições casuais e por conhecidos do elenco e da equipe. Mais dinheiro foi gasto em licenciamento de música do que no próprio filme. Grande parte do filme foi filmada com filmagens curtas, o que significava que muitas das cenas poderiam ser filmadas por cerca de 60 segundos.
O apartamento de Mikey está localizado na área de Franklin Village, em Los Angeles, a alguns quilômetros do Dresden Room. Era o apartamento da vida real de Favreau na época. Favreau também usou seu conversível Mercury Comet Caliente de 1964, que ele havia comprado depois que seu carro anterior havia sido roubado e despido.
Swingers foi filmado em locações em várias boates de Los Angeles, particularmente no moderno bairro de Los Feliz, incluindo o Dresden Lounge e o Derby. Algumas das filmagens foram filmadas em estilo de documentário com clientes reais de bares, já que a equipe não tinha condições de alugar os lugares imediatamente ou contratar vários extras. A iluminação adicional era mantida no mínimo, pois sempre que as luzes eram iluminadas, os convidados se dispersavam. A cena da festa em casa foi filmada nas residências dos amigos dos produtores sob o disfarce de uma festa em casa real.
As cenas de Las Vegas foram filmadas principalmente em dois locais, com as cenas externas do cassino ocorrendo no Stardust Resort & Casino e todas as cenas internas subsequentes sendo filmadas no Fremont Hotel and Casino, mais ao norte, no centro de Las Vegas.

### Locais notáveis
A sala Dresden é um bar e clube clássico popular no bairro de Los Feliz, localizado na 1760 N. Vermont Ave. A dupla de músicos Marty e Elayne se apresenta no Dresden na vida real várias noites por semana há mais de 35 anos. Vaughn era um visitante frequente.
O café onde várias facções da equipe se encontram e comem foi o Hollywood Hills Coffee Shop (agora o 101 Coffee Shop) a alguns quarteirões dos apartamentos da Franklin Village. Segundo Liman, a loja deixou o elenco e a equipe filmarem apenas uma noite enquanto estavam em reforma. A cena envolvendo peekaboo com o bebê se originou da experiência de Vaughn com uma pessoa semelhante em um aeroporto. Foi adicionado como uma cena de epílogo para o filme, que terminaria com o personagem de Favreau terminando os telefonemas com as duas mulheres.
O bar onde os personagens dançam é o The Derby, em Los Feliz, na esquina da Hillhurst e do Los Feliz Boulevard, um clube inspirado no Brown Derby Club original da década de 1920 no mesmo local. Favreau freqüentou lá enquanto estava arrecadando dinheiro para o filme e até teve aulas de dança swing. O Big Bad Voodoo Daddy era um show regular lá, então Favreau se tornou amigo da banda. As filmagens ocorreram durante uma de suas apresentações regulares junto com os dançarinos do swing. Em janeiro de 2009, a boate fechou permanentemente. A propriedade foi comprada e ocupada por um banco.

### Cameos
Além de colocar seus amigos em papéis chave, Favreau e Vaughn deram papéis especiais aos membros de sua família. O pai de Vaughn, Vernon Vaughn, joga o jogador sortudo na mesa de blackjack mínimo de US$100, enquanto a avó de Favreau, Joan Favreau, é a jogadora sortuda na mesa de blackjack mínimo de US$5. O ator Adam Scott, que morava no apartamento térreo de Favreau, apareceu na cena da festa em casa. Nicole LaLoggia, que foi a produtora de falas do filme, participou como a voz de Michelle no final do filme.

## Recepção

### Lançamento e bilheteria
Originalmente, os produtores pensavam em lançarem Swingers no circuito dos festivais de cinema, mas não era considerado sério o suficiente para ser considerado no Sundance. Eles então optaram por lançá-lo comercialmente, com uma exibição preliminar no Fairfax Cinema, repleta de amigos do elenco e da equipe e alguns compradores em potencial. Após algumas negociações, eles venderam o filme para a Miramax por US$5 milhões (Liman lembra que foram US$5,5 milhões). Ele estreou no Vista Theater. Swingers tinha uma bilheteria doméstica bruta de US$ 4 555 020.
Swingers mais tarde receberiam uma distribuição da Buena Vista Home Video.

## Recepção crítica
No site de crítica Rotten Tomatoes, o filme tem uma taxa de aprovação de 87% com base em 53 críticas; o consenso crítico do site diz: "Engraçado, sincero e sem esforço, Swingers fez estrelas de Vince Vaughn e Jon Favreau, estabeleceu Doug Liman como diretor para assistir". Em Metacritic, o filme tem uma pontuação de 71 em 100, com base em 25 críticos, indicando "críticas geralmente favoráveis".
Roger Ebert, do Chicago Sun-Times, deu a Swingers três das quatro possíveis estrelas, escrevendo: "Não é uma ideia muito original, mas o filme é doce, engraçado [e] observador".

## Legado
Foi um avanço para Vaughn, que ganhou exposição pública e elogios da crítica por seu desempenho. Em particular, ele chamou a atenção de Steven Spielberg quando uma cópia do filme foi enviada ao diretor para que eles pudessem liberar os direitos da música do filme Jaws. Spielberg então escalou Vaughn em The Lost World: Jurassic Park. O diretor Liman também usou o filme para ajudar a iniciar uma carreira de sucesso em Hollywood (que mais tarde seria conhecido por The Bourne Identity), e foi o primeiro grande filme de Livingston.
O lançamento do filme coincidiu com o swing revival dos anos 90. Aumentou o interesse pela cultura da década de 1940, pela vida noturna de Hollywood e pela música swing. Algumas das gírias usadas no filme se tornaram populares nos anos seguintes ao seu lançamento, especialmente o uso da palavra "money" como um termo geral de aprovação ou qualidade. A exclamação "Vegas, baby!" também se tornou uma citação comum ao fazer referência à cidade. Big Bad Voodoo Daddy credita muito do seu sucesso musical posterior à sua aparição no filme.
Em 2008, o filme foi eleito o décimo quarto melhor filme ambientado em Los Angeles nos 25 anos anteriores por um grupo de escritores e editores do Los Angeles Times com dois critérios: "O filme teve que comunicar alguma verdade inerente sobre a experiência de Los Angeles, e apenas um filme por diretor foi permitido na lista".

## Trilha sonora
Existem duas coleções do filme; a primeira trilha sonora, Swingers: Music From The Miramax Motion Picture, foi lançada em 1996 e continha música original do compositor Justin Reinhardt sob o nome "The Jazz Jury", além de músicas de vários artistas incluídos no filme. A trilha sonora foi certificada em ouro pela RIAA em 10 de setembro de 2019. A segunda, Swingers Too!: More Music From... "Swingers", foi lançada em 1999.
1. "You're Nobody till Somebody Loves You" - Dean Martin [1964]
2. "Paid For Loving" - Love Jones [1993]
3. "With Plenty of Money and You" - Count Basie/Tony Bennett [1959]
4. "You & Me & The Bottle Makes 3 Tonight (Baby)" - Big Bad Voodoo Daddy [1996]
5. "Knock Me a Kiss" - Louis Jordan [1941]
6. "Wake Up" - The Jazz Jury [1996]
7. "Groove Me" - King Floyd [1970]
8. "I Wan'na Be Like You" - Big Bad Voodoo Daddy [1996]
9. "Mucci's Jag M.K. II" - Joey Altruda [1996]
10. "King of the Road" - Roger Miller [1964]
11. "Pictures" - The Jazz Jury [1996]
12. "She Thinks I Still Care" - George Jones [1962]
13. "Car Train" - The Jazz Jury [1996]
14. "Pick Up the Pieces" - Average White Band [1974]
15. "Go Daddy-O" - Big Bad Voodoo Daddy [1996]
16. "I'm Beginning to See the Light" - Bobby Darin [1962]

Swingers Too! - More Music From... "Swingers"
1. "Ain't That a Kick in the Head?" - (Dean Martin) [1960]
2. "Adam and Eve" - Paul Anka
3. "Magic Man" {Single Edit} - Heart [1976]
4. "She's a Woman (W-O-M-A-N)" - (Sammy Davis, Jr.) with (Count Basie)
5. "Baby (You've Got What It Takes)" - (Dinah Washington)/(Brook Benton) [1960]
6. "Down for Double" - (Mel Tormé)
7. "Staying Alive" {Studio Version} - (Marty & Elayne)
8. "There'll Be Some Changes Made" - (Ann-Margret)
9. "One Mint Julep" - (Xavier Cugat) [1964]
10. "Gimme That Wine" - Lambert, Hendricks & Ross [1960]
11. "Datin' with No Dough" - (Royal Crown Revue)
12. "Bring Me Sunshine" - (Willie Nelson) [1968]